# Нуризаде, Фарида Ибрагим кызы
Фарида Ибрагим кызы Нуризаде (азерб. Fəridə İbrahim qızı Nuruzadə) — российская и азербайджанская пианистка, преподаватель Центральной музыкальной школы при Московской государственной консерватории имени П. И. Чайковского. Заслуженный учитель Российской Федерации.

## Биография

### Учёба и выступления
Окончила Бакинскую центральную музыкальную школу имени Бюль-Бюля при Азербайджанской государственной консерватории. 
Её учителем был ведущий солист Азербайджанского театра оперы и балета, заведующий кафедрой Азербайджанской государственной консерватории народный артист Азербайджанской ССР Рауф Атакишиев. Во время учёбы в бакинской музыкальной школе она давала ежегодные сольные концерты. Когда работала над дипломом, маэстро Ниязи взял её в месячную поездку по Союзу, которая была посвящена столетию В. И. Ленина.
В Московской консерватории она сначала училась у выдающегося пианиста, педагога, народного артиста СССР Якова Владимировича Флиера, а затем у народного артиста СССР Льва Николаевича Власенко, убедившего её стать педагогом.

Из интервью Фариды Нуризаде:
«Я вообще очень люблю учиться и до сих пор не стесняюсь спрашивать, если чего-то не знаю»…
Фарида Нуризаде выступала с концертами в Париже, Риме, Цинциннати, в Баку, а также во многих городах России. Она также помогает музыкальным школам в проведении конкурсов, фестивалей, ищет для них спонсоров. В 2000 году добилась, чтобы одной московской музыкальной школе присвоили имя Льва Власенко, её учителя.

### Преподавание
Фарида Нуризаде с 1974 года преподает в Центральной музыкальной школе при Московской государственной консерватории им. П. И. Чайковского. Её ученики стали стипендиатами комитета по культуре Москвы, фонда «Новые имена», дипломантами и лауреатами международных и московских конкурсов и фестивалей.
Фарида Нуризаде в своём интервью о педагогике:
Педагогика — это встречное движение: ты мне, я тебе. Это как любовь, ведь для любви нужны два человека. И я очень рада, что стала педагогом. Ведь на педагога возложена очень важная миссия — миссия формирования личности. По сути, я моим деткам вторая мама!